# 耶日·盖德罗伊茨
耶日·瓦迪斯瓦夫·盖德罗伊茨（波蘭語：Jerzy Władysław Giedroyc；1906年7月27日—2000年9月14日），波兰作家、律师、记者和政治活动家，曾长期担任巴黎重要期刊《文化》的编辑工作。他曾协助发表了被处决的文艺复兴作家的作品。